# Toussaint Renson
Pour les articles homonymes, voir Renson.
Toussaint Renson, né le 12 juin 1898 à Liège, où il meurt le 30 octobre 1986, est un peintre et affichiste belge.

## Biographie
Formé par Adrien de Witte, Émile Berchmans et Oscar Berchmans à l'académie des beaux-arts de Liège (1919-1925), Toussaint Renson travaille à partir de 1926 à l'imprimerie de l'Union coopérative (Coop et Editions Biblio) de Liège, où il réalise des étiquettes commerciales, des brochures, des affiches, et divers travaux de graphisme.
Chargé du cours de dessin à l'académie des beaux-arts de Liège à partir de 1945, il enseigne également au Groupement des Arts d'Ougrée-Sclessin et à l'école des artisans de la ville de Liège. 
Moins connue que son importante production d'affiches, son œuvre picturale est très peu diffusée de son vivant. Toussaint Renson meurt à Liège le 30 octobre 1986.